# 粟國安彦
粟國 安彦（あぐに やすひこ、1941年2月6日 - 1990年1月14日）は、日本のオペラ演出家。

## 経歴
沖縄県南大東島に生まれる。
東京声楽専門学校（昭和音楽大学の前身）を卒業し、藤原歌劇団に参加、1969年5月の藤原歌劇団公演「ラ・ボエーム」で演出助手を務める。その後1970年にイタリアへ渡り、ローマの聖チェチーリア音楽院卒業後、日本人としては初めてローマ歌劇場の演出助手になった。
1977年に帰国し、以降、藤原歌劇団や二期会などのオペラを数多く演出し、昭和音楽大学助教授も務めた。1979年にジロー・オペラ賞、芸術選奨文部大臣新人賞を受賞。
晩年の粟國は癌を患っていたが、家族は本人に告知をしなかった。妻・悠子は、後に山内喜美子の取材に応じ、その間の経緯を語っている。

## おもな公演
- 民主音楽協会（民音）では、1983年『フィガロの結婚』[8]、1985年『蝶々夫人』[8]、1987年『チェネレントラ』[9]、1989年『スペードの女王』[10]、1990年『椿姫』[11]と、粟國の演出による公演を行なった[12]。
- 粟國が演出した1981年9月30日の東京室内歌劇場公演、ジョアキーノ・ロッシーニ作『イタリアのトルコ人』は、この作品の日本初演であった[13][14]。
- 粟國が演出し、藤原歌劇団と二期会が合同で公演を行なった、1985年8月のピエトロ・マスカーニ作『イリス』は、この作品の日本初演であった[15][16]。このとき指揮をした井上道義は、その後、2008年と2011年にもこの作品の演出と指揮をしている[16][17][18]。

## エピソード
- オペラ演出家の岩田達宗は、粟國が最期にまともに話をした相手は自分であり、そのときは大した意味を込めてではなかっただろうが、「後をよろしく」という旨のことを言われたと語っている[19]。
- 2歳のときに粟國とともに渡伊した長男の粟國淳も、長じてオペラ演出家となっている[5][20]。